# Färgseparering
Färgseparering är en teknik som används vid tryckning för att återge färger från ett original på ett tryckeffektivt sätt. Vid fyrfärgstryck separeras färgerna, cyan, magenta, gul och svart. Separationen sker oftast när ett färgdokument körs ut till film/plåt. Tillsammans bildar de fyra filmerna/plåtarna fyrfärgstrycket.